# Канзас
Канзас (енгл. Kansas) држава је САД смештена на Средњем западу. Име је добила по реци Канзас која протиче кроз њу. Канзас се према северу граничи са Небраском, према истоку са Мисуријем, према југу са Оклахомом и према западу са Колорадом.
Ова америчка држава има 105 округа и 628 градова.

## Историја

### Долазак првих Европљана
Подручје данашње државе Канзас је било настањено Индијанцима хиљадама година пре него што су на његово тле дошли белци. Шпански конкистадор Франсиско Васкез де Коронадо је 1540. године је ишао северно од Мексика у потрази за седам златних градова Сиболе. У данашњем Новом Мексику му је речено за земљу Кивиру па је 1541. кренуо ка североистоку у потрази за благом на том подручју. Дошавши у индијанско село Кивира Коронадо није пронашао благо али је рекао за то подручје да је „најбоље место које је видео где се може производити све што је неопходно Шпанији.“ Коронадо се вратио у Нови Мексико. Следеће године свештеник који га је пратио на том путовању Хуан де Падиља се вратио у данашњи Канзас са жељом да прошири хришћанство међу Индијанцима. Њега су убили Индијанци. Тачно место његове смрти није познато али се претпоставља да се то десило у данашњем средишњем делу Канзаса. Отац Падиља се сматра првим хришћанским мучеником на тлу Сједињених Америчких Држава.
До краја 17. века Француска је стекла право на сву земљу у сливу реке Мисисипи. Ову територија је обухватала и подручје данашњег Канзаса. Француски трговци крзном су дошли у североисточни Канзас 1702. године а наредних година ову територију су истраживали Клод Шарл ди Тисне, Етјен де Бурмон и Пол и Пјер Мале. Фор Кавањол, војни гарнизон и трговачки центар, је основан 1744. у близини данашњег Левенворта. Французи су се одрекли својих претензија на ово подручје 1763. али су их повратили 1800. године, да би САД откупиле комплетну територију Луизијане 1803. године. 
Мериведер Луис и Вилијам Кларк су у јуну и јулу 1804. истражујући Територију Луизијану посетили и подручје Канзаса на левој обали реке Мисури. Две године касније поручник америчке армије Зебулон Пајк, прешао је преко Канзаса са својом експедицијом. Током тог путовања сусрео се са Индијанцима с којима је преговарао у име новог „белог оца“, тј. председника САД. Наставио је даље путовање ка западу и открио је високу планину која се зове Пајков врх (енгл. Pike’s Peak).

### Стазе Санта Фе и Орегон
Настављајући да истражују Канзас, имигранти и трговци су направили путеве тј. стазе којима су се кретали. Вилијам Бекнел, трговац из Мисурија, је успоставио Стазу Санта Фе ради трговине са Шпанцима у данашњем Новом Мексику. Почетком 1820-их каравани кочија су слани овим путем од реке Мисури до Санта Феа. Стаза је била дугачка око 1.300 km. Орегонску стазу која је ишла преко североисточног дела Канзаса су користили емигранти до Калифорније и Северозапада средином 19. века. Неки од људи који су пролазили овом стазом су одлучили да се настане у Канзасу, због изузетних могућности које су им се нудиле.

### Статус Територије
Ратификовањем Одлуке о Канзасу и Небраски од стране Конгреса САД 1854. године формирана је Територија Канзас која је обухватала простор данашњих држава Канзас и Небраска, такође је омогућено настањивање белог становништва. С обзиром на проблеме везане за робовласништво у то време Канзас је био поприште сукоба између присталица и противника робовласништва. Најдрастичнији сукоби су били „масакр у Потаватомију“, где је Џон Браун са својим људима убио петорицу присталица робовласништва, затим битке код Блек Џека, Френклина и Хикори Поинта, спаљивање Осаватомија и „масакр у Маре де Сињу“ у округу Лин. 
Овај период обележило је и велико досељавање становништва из источних делова САД, који су у потрази за златом прелазили територију Канзаса на свом путу ка Калифорнији.

### Државност
Политички прваци у Канзасу су 1855. први пут од Конгреса САД затражили статус државе. Предложили су устав по ком би у Канзасу било забрањено робовласништво, међутим Конгрес САД је одбио тај предлог. Други пут су покушали 1857. са уставом који је одобравао робовласништво. Овај устав је прво био прихваћен на референдуму на ком нису учествовали аболиционисти, да би на поновљеном референдуму био одбачен. На поновљеном референдуму нису учествовале присталице робовласништва. Међутим устав је ипак послат Конгресу САД на разматрање. За то време је одржана трећа уставотворна конвенција у Ливенворту. На њој је донет нови устав, који је прихваћен на референдуму 1858. године али га је, као и претходни, Конгрес САД одбацио. 
Последња, четврта, уставотворна конвенција је одржана у јулу 1859. Устав који је предложен забрањивао је робовласништво и дефинисао је данашње границе Канзаса. Становници Канзаса су га одобрили на референдуму у октобру 1859, док је привремена влада изабрана у децембру исте године. У априлу 1860. Представнички дом САД је гласао да Канзас добије статус државе, међутим то није одобрио Сенат јер је био под контролом присталица робовласништва. Након ових догађаја питање статуса Канзаса постаје национално. Након победе Абрахама Линколна јужњачке државе су прогласиле отцепљење, а сенатори из тих држава су се повукли. Самим тим створили су се услови да Канзас постане држава, што је и остварено 29. јануара 1861. доношењем Закона о Канзасу. Тако је Канзас постао 34. чланица Сједињених Америчких Држава.

### Грађански рат
Власти Канзаса су у априлу 1861. послале 650 а до краја су ангажовале више од двадесет хиљада војника, то представља импозантну цифру ако се узме у обзир да је у овој држави било нешто мање од тридесет хиљада војно способних мушкараца. Из тих разлога Канзас је имао и највећу стопу убијених војника међу чланицама Уније. Иако је према попису из 1860. имао мање од триста војно способних Афроамериканаца Канзас је дао 2.080 бораца афричког порекла. Том броју афроамеричких бораца су допринели робови који су побегли из Арканзаса и Мисурија.
На територији Канзаса је вођена само једна битка. То је била битка код Мајн Крика, која се одиграла у округу Лин 25. октобра 1864. У њој учествовало негде око 25.000 војника. Резултат те битке је пораз снага Конфедерације којима је командовао генерал-мајор Стерлинг Прајс, и спречавање могуће инвазије на Канзас са југа.

### Последње деценије 19. века
Након грађанског рата долази до сукоба са Индијанцима на западу. Разлог томе је повећано настањивање белог становништва на западу САД. Федералне власти су покушале да са Индијанцима преговарају и спрече избијање сукоба али то није остварено. У Канзасу су напади достигли врхунац 1867. када је убијено око 130 досељеника. До краја 1869. већина племена се иселила, међутим на западу Канзаса су настављени сукоби све до 1878.
У међувремену наставља се убрзано досељавање, ничу градови, граде се школе, отварају се мала предузећа и занатске радионице. 
Изградња железнице је допринела сточарској производњи јер је омогућила њен несметан транспорт ка истоку. Захваљујући квалитетнијој врсти пшенице коју су 1874. године у Канзас донели менонити из Русије поспешена је пољопривредна производња.

### Канзас у 20. веку
Током двадесетог века у Канзасу долази до постепене преоријентације привреде са претежно пољопривредне на индустријску производњу. Канзас се постепено урбанизује а становништво се концентрише у местима Канзас Сити, Вичита и Топика.

## Демографија
| 1900.     | 1910.     | 1920.     | 1930.     | 1940.     | 1950.     | 1960.     | 1970.     | 1980.     | 1990.     | 2000.     | 2010.     |
| --------- | --------- | --------- | --------- | --------- | --------- | --------- | --------- | --------- | --------- | --------- | --------- |
| 1.470.495 | 1.690.949 | 1.769.257 | 1.880.999 | 1.801.028 | 1.905.299 | 2.178.611 | 2.246.578 | 2.363.679 | 2.477.574 | 2.688.418 | 2.853.118 |

## Административна подела
Канзас је подељен на 105 округа:
| - Округ Ален - Округ Андерсон - Округ Ачисон - Округ Барбер - Округ Бартон - Округ Батлер - Округ Браун - Округ Бурбон - Округ Вашингтон - Округ Вајандот - Округ Вилсон - Округ Вичита - Округ Вобанси - Округ Волас - Округ Вудсон - Округ Гири - Округ Гоув - Округ Грант - Округ Греј - Округ Грејам - Округ Грили | - Округ Гринвуд - Округ Даглас - Округ Декејтур - Округ Дикинсон - Округ Донифан - Округ Едвардс - Округ Елис - Округ Елк - Округ Елсворт - Округ Каули - Округ Кајова - Округ Керни - Округ Кингман - Округ Кларк - Округ Клауд - Округ Клеј - Округ Команчи - Округ Кофи - Округ Крофорд - Округ Лабет - Округ Лајон | - Округ Левенворт - Округ Лејн - Округ Лин - Округ Линколн - Округ Логан - Округ Макферсон - Округ Марион - Округ Маршал - Округ Мајами - Округ Мид - Округ Мичел - Округ Монтгомери - Округ Морис - Округ Мортон - Округ Нес - Округ Нимаха - Округ Ниошо - Округ Нортон - Округ Озборн - Округ Осејџ - Округ Отава | - Округ Пони - Округ Потавотоми - Округ Прат - Округ Расел - Округ Раш - Округ Рајли - Округ Рајс - Округ Репаблик - Округ Рино - Округ Ролинс - Округ Рукс - Округ Салин - Округ Самнер - Округ Сеџвик - Округ Скот - Округ Смит - Округ Стантон - Округ Стафорд - Округ Стивенс - Округ Сјуард - Округ Томас | - Округ Триго - Округ Филипс - Округ Фини - Округ Форд - Округ Френклин - Округ Хамилтон - Округ Харви - Округ Харпер - Округ Хаскел - Округ Хоџман - Округ Чероки - Округ Чејс - Округ Џексон - Округ Џеферсон - Округ Џонсон - Округ Џуел - Округ Шатоква - Округ Шајен - Округ Шеридан - Округ Шерман - Округ Шони |